# Susanne Gaensheimer

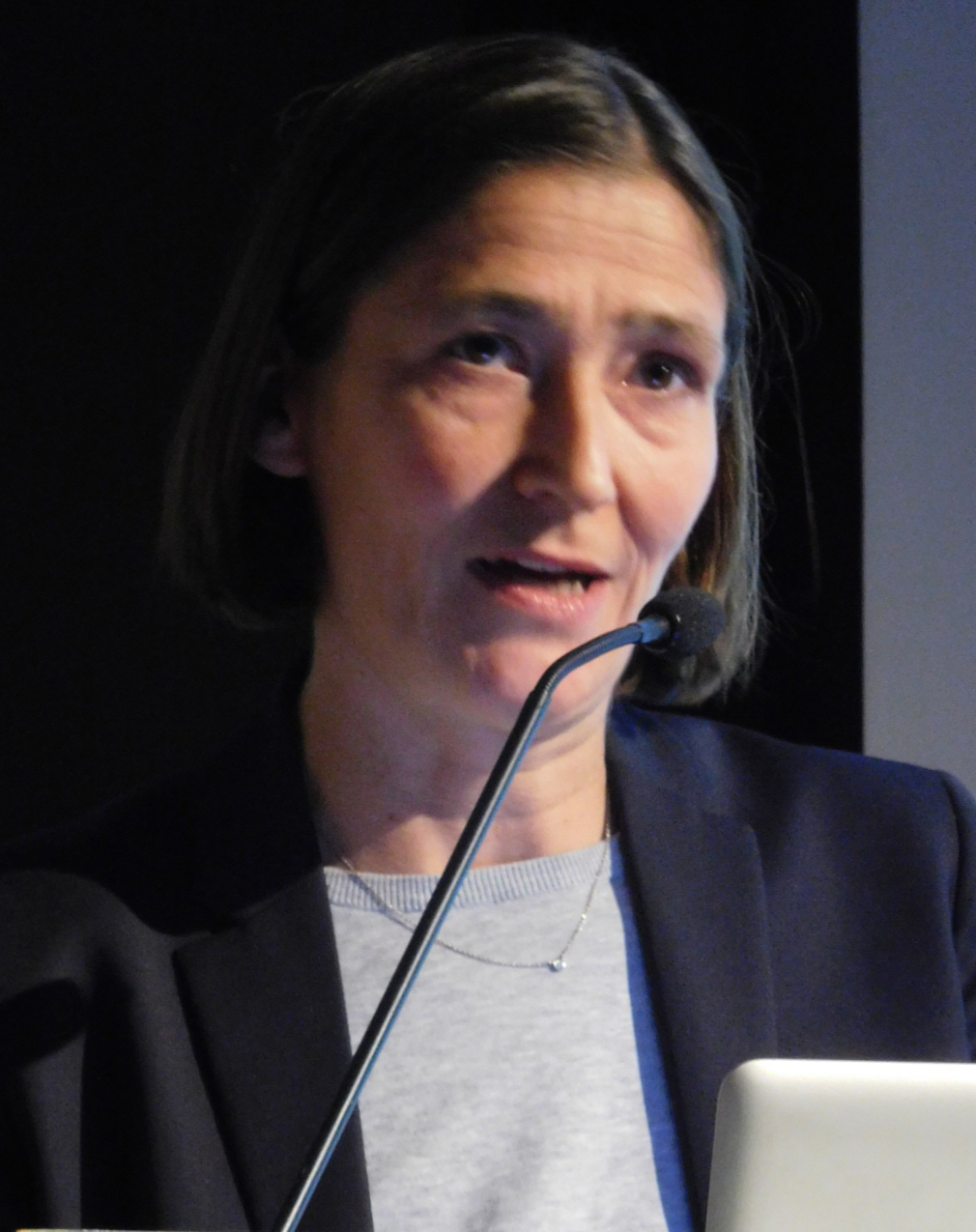
Susanne Gaensheimer im Museum für moderne Kunst, Frankfurt am Main, 2017

Susanne Gaensheimer (* 9. April 1967 in München) ist eine deutsche Kunsthistorikerin und Kuratorin und Direktorin der Kunstsammlung Nordrhein-Westfalen in Düsseldorf.

## Werdegang
Susanne Gaensheimer wurde als Tochter des Chemikers Josef Gänsheimer geboren. Gaensheimer studierte Kunstgeschichte in München und Hamburg. Von 1995 bis 1996 absolvierte sie das Independent Study Programme des Whitney Museum of American Art in New York. 1997 wurde sie mit dem Thema „Sexualität und Destruktion. Aspekte der Gewalt im Werke Bruce Naumans“ an der Universität München promoviert. 1998 bis 1999 absolvierte sie ein wissenschaftliches Volontariat an der Städtischen Galerie im Lenbachhaus in München. 1999 bis 2001 war sie Direktorin des Westfälischen Kunstvereins in Münster.
2001 kehrte sie als Kuratorin an die Städtische Galerie im Lenbachhaus zurück und leitete dort bis 2008 die Sammlung für Internationale Gegenwartskunst. Im Januar 2009 wurde sie Direktorin des Museums für Moderne Kunst (MMK) in Frankfurt am Main.
Susanne Gaensheimer kuratierte den deutschen Pavillon der Biennale di Venezia 2011, der ursprünglich von Christoph Schlingensief gestaltet werden sollte. Der von Gaensheimer eingerichtete Pavillon erhielt den „Goldenen Löwen“, die höchste Auszeichnung der Biennale. Auch 2013 kuratierte sie den deutschen Beitrag zur 55. Biennale, wo sie unter anderem Arbeiten der Künstler Ai Weiwei, Romuald Karmakar und Santu Mofokeng zeigte. Unter ihrer Führung kam es zur Erweiterung des Museum für Moderne Kunst um das MMK 2 im Taunusturm. Seit 2016 hat Gaensheimer eine Honorarprofessur am Kunstgeschichtlichen Institut der Universität Frankfurt am Main. Am 1. September 2017 übernahm Susanne Gaensheimer die Leitung der Kunstsammlung Nordrhein-Westfalen.
Susanne Gaensheimer wurde 2012 unter anderem in die Ankaufskommission der Bundesrepublik Deutschland, in das Kuratorium MUMOK Wien sowie in die Turner-Prize-Jury 2013 berufen. Sie war Mitglied des Beirats Bildende Kunst des Goethe-Instituts. Seit 2023 ist sie Mitglied der Gründungskommission für das Deutsche Fotoinstitut in Düsseldorf. 2025 wurde sie in den wissenschaftlichen Beirat der documenta berufen.
Gaensheimer ist verheiratet und Mutter zweier Kinder. Ihr Onkel ist der Kunsthistoriker Helmut Friedel.

## Kuratierte Ausstellungen (Auswahl)
- 2000: Rodney Graham, Getting It Together In The Country
- 2000: Liam Gillick, Consultation Filter
- 2001: Tobias Rehberger, whenever you need me
- 2011: Deutscher Pavillon der Biennale di Venezia
- 2013: Deutscher Pavillon der Biennale di Venezia

## Auszeichnungen
- 2011: „Goldener Löwe“ der Biennale di Venezia
- 2016: Gabriele Strecker Preis[10]

## Publikationen (Auswahl)
- Destruktion und Sexualität. Aspekte der Gewalt im Werk Bruce Naumans. Tectum-Verlag, Marburg 1998, ISBN 3-8288-0417-9 (zugleich Dissertation)
- (als Hrsg.): Olaf Nicolai: ... fading in, fading out, fading away.... Westfälischer Kunstverein, Münster 2000, ISBN 3-925047-48-4.
- (als Hrsg.): Maria Eichhorn: Restitutionspolitik. Verlag der Buchhandlung König, Köln 2004, ISBN 3-88375-848-5.
- mit Nicolaus Schafhausen, Zoë Gray, Gianfranco Maraniello, Andrea Viliani, Susanne Gaensheimer, Sophie von Olfers (Hrsg.), Sarah Morris: Beijing, Ausst. Kat., MMK Museum für Moderne Kunst Frankfurt am Main, MAMbo – Museo d’Arte Moderna di Bologna und Witte de With Center for Contemporary Art in Rotterdam, Köln 2009
- mit Sophie von Olfers (Hrsg.), Not in fashion, Ausst. Kat., MMK Museum für Moderne Kunst Frankfurt am Main, Kerber, Bielefeld 2010
- mit Mario Kramer: Gregor Schneider – Double, MMK Museum für Moderne Kunst, Frankfurt am Main, König, Köln
- (als Hrsg.): Christoph Schlingensief, Ausstellungskatalog, Deutscher Pavillon 2011, 54. Internationale Kunstausstellung, La Biennale di Venezia, Kiepenheuer & Witsch, Köln 2011
- mit Klaus Görner (Hrsg.), Douglas Gordon, Ausstellungskatalog, MMK Museum für Moderne Kunst Frankfurt am Main, Kerber, Bielefeld 2011 ISBN 978-3-86678-628-8
- mit Eva Huttenlauch (Hrsg.), Carsten Nicolai, unidisplay, Ausstellungskatalog, MMK Museum für Moderne Kunst Frankfurt am Main, Gestalten Verlag, Berlin 2013
- (als Hrsg.): Ai Wei Wei, Romuald Karmakar, Santu Mofokeng, Dayanita Singh, Deutscher Pavillon 2013, 55. Biennale di Venezia, Gestalten Verlag, Berlin, 2013 ISBN 978-3-89955-500-4
- mit Peter Gorschlüter (Hrsg.), Kostas Murkudis, Ausstellungskatalog, MMK Museum für Moderne Kunst Frankfurt am Main, Prestel, München/London/New York, 2015 ISBN 978-3-79135475-0
- mit Klaus Görner (Hrsg.), Kader Attia. Sacrifice and Harmony, Ausstellungskatalog, MMK Museum für Moderne Kunst Frankfurt am Main, Kerber, Bielefeld/Berlin 2016 ISBN 978-3-7356-0255-8
- mit Anna Goetz, Christa Linsenmaier-Wolf (Hrsg.), Food – Ökologien des Alltags/Food – Ecologies of the Everyday, Ausstellungskatalog Stadt Fellbach, Triennale Kleinplastik – Kulturamt, Kerber, Bielefeld/Berlin 2016,  ISBN 978-3-73560229-9
- mit Fanni Fetzer (Hrsg.), Laure Prouvost – Hit Flash Back, Ausstellungskatalog, Kunstmuseum Luzern, MMK Museum für Moderne Kunst Frankfurt am Main, Mousse Publishing, 2016 ISBN 978-88-6749-233-6
- mit Klaus Görner, Willem de Rooij (Hrsg.), Willem de Rooij – Entitled,  Ausstellungskatalog, MMK Museum für Moderne Kunst Frankfurt am Main, Frankfurt am Main 2016
- mit Susanne Meyer-Büser (Hrsg.), Carmen Herrera - Lines of Sight. Werke 1948 – 2017,  Ausstellungskatalog, Kunstsammlung Nordrhein-Westfalen, Köln 2017
- (als Hrsg.): Raqs Media Collective. Everything else is ordinary, Ausstellungskatalog, Kunstsammlung Nordrhein-Westfalen, Kerber, Bielefeld/Berlin 2018
- mit Doris Krystof, Falk Wolf (Hrsg.): Ai Weiwei. Kunstsammlung Nordrhein-Westfalen und Prestel, Düsseldorf und München 2019, ISBN 978-3-7913-5905-2. (Deutsche Buchhandelsausgabe und Katalog zur Ausstellung in der Kunstsammlung Nordrhein-Westfalen, Düsseldorf, 18. Mai bis 1. September 2019)